# 猪苗代町

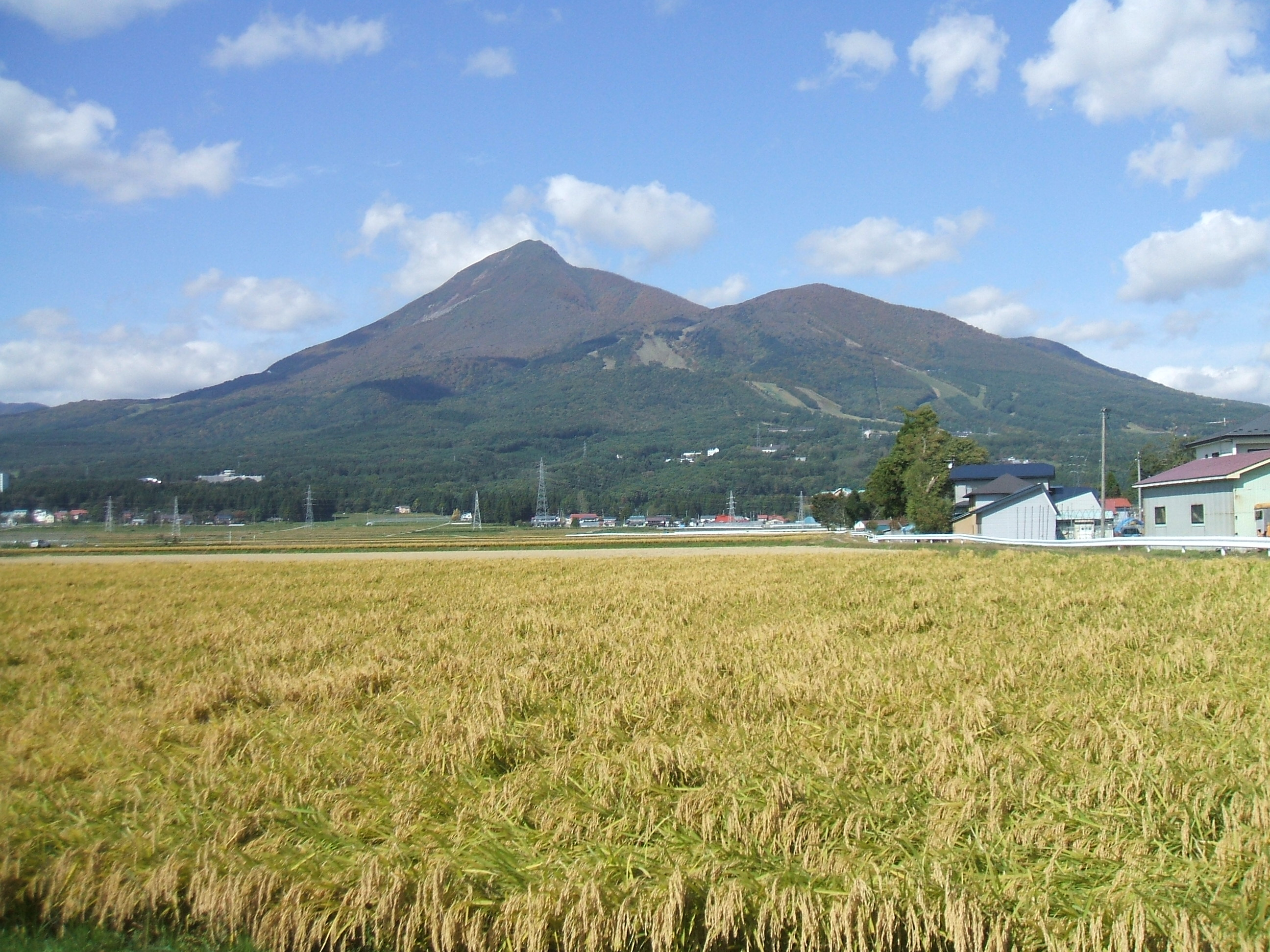
磐梯山

猪苗代町中心部

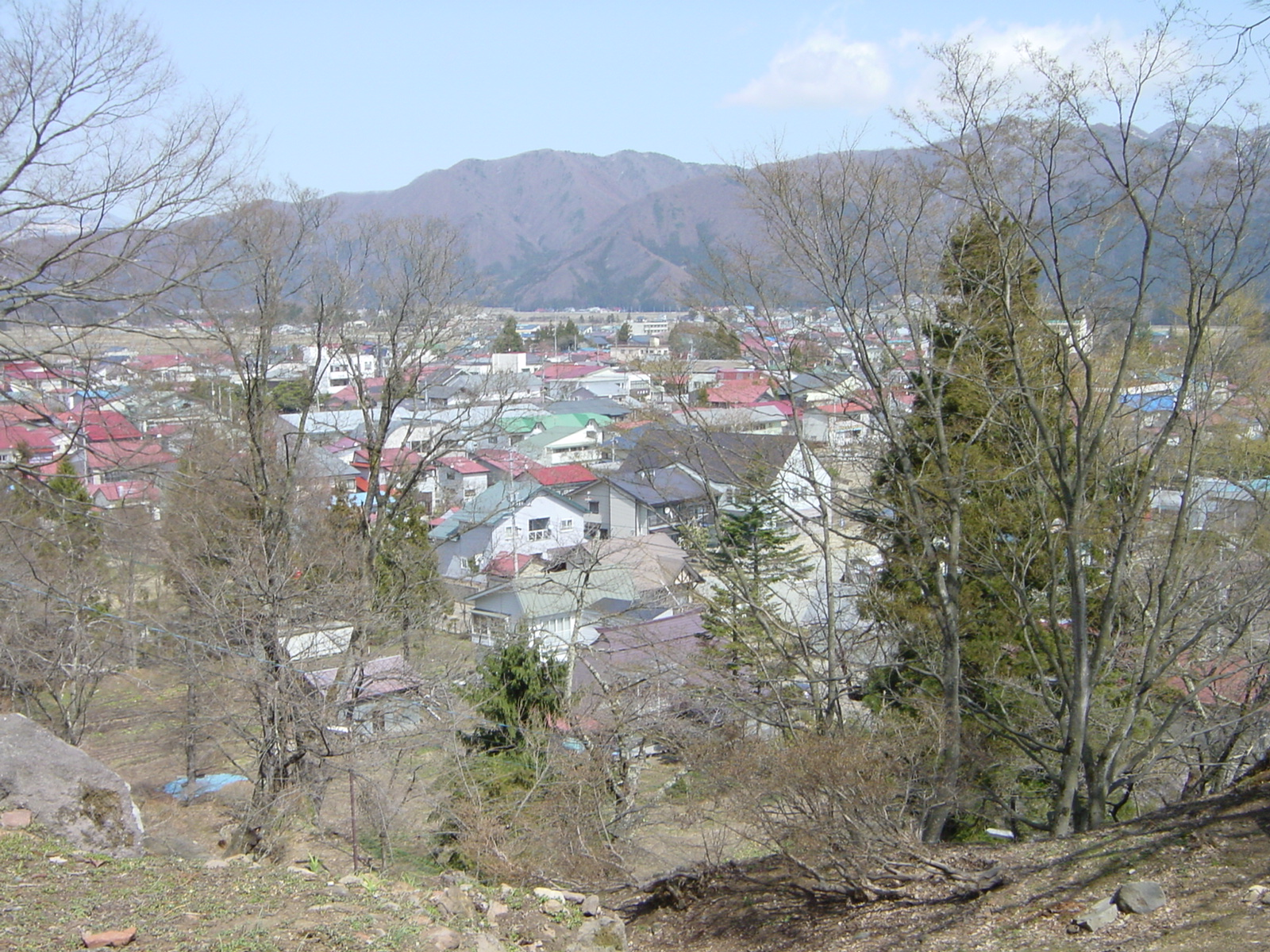
亀ヶ城公園から眺めた猪苗代町内（2002年（平成14年）4月撮影）

猪苗代町（いなわしろまち）は、福島県の会津地方に位置し、耶麻郡に属する町。

## 概要
猪苗代湖の北岸に面し、東西北の三方を会津磐梯山をはじめとする山々に囲まれた自然豊かな町。日本海式気候で、冬は積雪1～2mとなる。医師であり世界的な細菌学者の野口英世の生誕地としても知られる。
近代に入り、猪苗代湖畔に皇族の別邸が建てられて以来、リゾート地として賑わいを見せている。特に昭和天皇と香淳皇后が新婚旅行先として猪苗代町に訪れてからは、一般にも広く知れ渡るようになった。猪苗代湖の湖水浴やスキーが代表的な観光である。
特産品は、米の生産調整対策に伴う転作作物としてのそばをはじめ、磐梯トマト、七ツ森牛乳、磐梯黄金みそ、あげまんじゅう、笹だんご、ふなの甘露煮、山菜加工品、湯の華、中ノ沢こけし、つる細工、清酒などである。

## 地理
北西に磐梯山がそびえ、南には猪苗代湖を湛える。活火山を3つも抱える珍しい自治体である。
- 山:磐梯山、安達太良山、吾妻山、大滝山、川桁山、名倉山
- 河川:長瀬川、酸川、大倉川
- 湖沼:猪苗代湖、秋元湖
- 島：翁島（無人島）

## 気候
寒暖の差が大きく気温の年較差、日較差が大きい顕著な大陸性気候である。降雪量が多く、周辺の自治体と同様に特別豪雪地帯に指定されている。
| 猪苗代（1991年 - 2020年）の気候    | 猪苗代（1991年 - 2020年）の気候 | 猪苗代（1991年 - 2020年）の気候 | 猪苗代（1991年 - 2020年）の気候 | 猪苗代（1991年 - 2020年）の気候 | 猪苗代（1991年 - 2020年）の気候 | 猪苗代（1991年 - 2020年）の気候 | 猪苗代（1991年 - 2020年）の気候 | 猪苗代（1991年 - 2020年）の気候 | 猪苗代（1991年 - 2020年）の気候 | 猪苗代（1991年 - 2020年）の気候 | 猪苗代（1991年 - 2020年）の気候 | 猪苗代（1991年 - 2020年）の気候 | 猪苗代（1991年 - 2020年）の気候 |
| 月                                 | 1月                             | 2月                             | 3月                             | 4月                             | 5月                             | 6月                             | 7月                             | 8月                             | 9月                             | 10月                            | 11月                            | 12月                            | 年                              |
| ---------------------------------- | ------------------------------- | ------------------------------- | ------------------------------- | ------------------------------- | ------------------------------- | ------------------------------- | ------------------------------- | ------------------------------- | ------------------------------- | ------------------------------- | ------------------------------- | ------------------------------- | ------------------------------- |
| 最高気温記録 °C （°F）             | 10.8 (51.4)                     | 15.7 (60.3)                     | 20.2 (68.4)                     | 26.8 (80.2)                     | 30.7 (87.3)                     | 31.5 (88.7)                     | 33.9 (93)                       | 34.2 (93.6)                     | 32.2 (90)                       | 27.1 (80.8)                     | 22.6 (72.7)                     | 17.3 (63.1)                     | 34.2 (93.6)                     |
| 平均最高気温 °C （°F）             | 1.1 (34)                        | 2.0 (35.6)                      | 6.1 (43)                        | 13.5 (56.3)                     | 19.5 (67.1)                     | 22.9 (73.2)                     | 26.3 (79.3)                     | 27.7 (81.9)                     | 23.3 (73.9)                     | 17.2 (63)                       | 10.9 (51.6)                     | 4.1 (39.4)                      | 14.5 (58.1)                     |
| 日平均気温 °C （°F）               | −2.1 (28.2)                     | −1.7 (28.9)                     | 1.6 (34.9)                      | 7.9 (46.2)                      | 13.9 (57)                       | 18.1 (64.6)                     | 21.7 (71.1)                     | 22.7 (72.9)                     | 18.6 (65.5)                     | 12.4 (54.3)                     | 6.2 (43.2)                      | 0.7 (33.3)                      | 10.0 (50)                       |
| 平均最低気温 °C （°F）             | −5.5 (22.1)                     | −5.8 (21.6)                     | −2.7 (27.1)                     | 2.6 (36.7)                      | 8.4 (47.1)                      | 13.9 (57)                       | 18.0 (64.4)                     | 18.7 (65.7)                     | 14.6 (58.3)                     | 8.1 (46.6)                      | 2.1 (35.8)                      | −2.5 (27.5)                     | 5.8 (42.4)                      |
| 最低気温記録 °C （°F）             | −16.8 (1.8)                     | −17.5 (0.5)                     | −14.7 (5.5)                     | −7.8 (18)                       | −1.1 (30)                       | 4.6 (40.3)                      | 8.0 (46.4)                      | 10.0 (50)                       | 3.3 (37.9)                      | −1.9 (28.6)                     | −9.6 (14.7)                     | −16.4 (2.5)                     | −17.5 (0.5)                     |
| 降水量 mm （inch）                 | 72.0 (2.835)                    | 53.5 (2.106)                    | 69.3 (2.728)                    | 74.9 (2.949)                    | 86.5 (3.406)                    | 123.4 (4.858)                   | 206.6 (8.134)                   | 142.9 (5.626)                   | 132.2 (5.205)                   | 119.6 (4.709)                   | 89.3 (3.516)                    | 92.7 (3.65)                     | 1,263 (49.724)                  |
| 降雪量 cm （inch）                 | 203 (79.9)                      | 172 (67.7)                      | 101 (39.8)                      | 11 (4.3)                        | 0 (0)                           | 0 (0)                           | 0 (0)                           | 0 (0)                           | 0 (0)                           | 0 (0)                           | 14 (5.5)                        | 129 (50.8)                      | 627 (246.9)                     |
| 平均降水日数 （≥1.0 mm）           | 15.6                            | 13.1                            | 13.7                            | 11.0                            | 10.9                            | 11.4                            | 13.9                            | 11.2                            | 11.9                            | 11.8                            | 13.1                            | 16.1                            | 153.7                           |
| 平均月間日照時間                   | 84.5                            | 96.5                            | 137.7                           | 169.9                           | 198.2                           | 156.5                           | 144.9                           | 182.6                           | 135.5                           | 132.8                           | 113.4                           | 82.3                            | 1,627.6                         |
| 出典1：Japan Meteorological Agency |                                 |                                 |                                 |                                 |                                 |                                 |                                 |                                 |                                 |                                 |                                 |                                 |                                 |
| 出典2：気象庁                      |                                 |                                 |                                 |                                 |                                 |                                 |                                 |                                 |                                 |                                 |                                 |                                 |                                 |

## 隣接している自治体
- 福島県
  - 福島市
  - 二本松市
  - 郡山市
  - 会津若松市
  - 耶麻郡磐梯町
  - 耶麻郡北塩原村
- 山形県
  - 米沢市

## 歴史

### 古代・中世
- 948年（天暦2年） - 小平潟天満宮が建立される。
- 鎌倉時代初期 - 猪苗代経連が猪苗代城を築城。これ以降約400年間、猪苗代の地は猪苗代氏によって支配される。
- 1411年（応永18年） - 観音寺に石造宝篋印塔が造られる。
- 1589年（天正17年） - 伊達政宗が蘆名義広と摺上原で戦い、蘆名氏を滅亡させる。（摺上原の戦い）

### 近世
- 1590年（天正18年） - 会津が蒲生氏郷の所領となり、氏郷家臣の玉井貞右が猪苗代城に入る。
- 1598年（慶長3年） - 会津は上杉景勝領となり、猪苗代城には水原親憲が入る。
- 1601年（慶長6年） - 会津は再び蒲生領（領主は氏郷の子・秀行）となり、猪苗代城には関一利が入り、後に岡定俊が城代となる。
- 1627年（寛永4年） - 会津は加藤嘉明領となり、その重臣・堀主水が猪苗代城代となる。
- 1643年（寛永20年） - 保科正之が会津領主となる。
- 1672年（寛文12年） - 保科正之死去。見祢山（赤埴山）山麓に葬られる。
- 1673年（延宝元年） -土津神社を造営。
- 1674年（延宝2年） - 土田堰開削。

### 近現代
- 1868年（明治元年） - 母成峠の戦い。会津藩・新撰組ら東軍が薩摩藩・土佐藩を中心とした西軍に敗れる。
- 1876年（明治9年） - 野口英世が生まれる。
- 1883年（明治16年） - 安積疏水完成。
- 1888年（明治21年） - 磐梯山大爆発。
- 1898年（明治32年） - 岩越鉄道（現磐越西線）郡山～会津若松間が開通。
- 1900年（明治33年） - 安達太良山沼ノ平噴火。
- 1911年（明治40年） - 沼尻鉱山の硫黄採掘をおこなうため、日本硫黄株式会社が発足する。
- 1912年（明治41年） - 有栖川宮威仁親王別邸（天鏡閣）が建設される。
- 1913年（大正2年） - 沼尻軌道が開通。
- 1915年（大正4年） - 沼尻スキー場が開場。
- 1921年（大正10年） - 沼尻温泉が現在地へ移転。
- 1922年（大正11年） - 高松宮宣仁親王別邸（現福島県迎賓館）が建設される。
- 1966年（昭和41年） - 国立磐梯青年の家（現・国立磐梯青少年交流の家）が開設される。
- 1969年（昭和44年） - 磐梯急行電鉄（沼尻鉄道）が廃止される。
- 1989年（平成元年）
  - 台風13号の来襲で大倉川が決壊し、11人の死者・行方不明者をだす。
  - 土湯トンネルが開通。
- 1991年（平成3年） - 磐越自動車道が猪苗代磐梯高原ICと会津坂下IC間の供用を開始。

### 行政区域変遷
- 1889年（明治22年） - 町村制施行に伴い、耶麻郡猪苗代町が成立。
- 1941年（昭和16年） - 磐瀬村、磐保村と新設合併し、改めて猪苗代町が発足。
- 1955年（昭和30年）
  - 3月1日 - 吾妻村、翁島村、千里村、月輪村と新設合併し、改めて猪苗代町が発足。
  - 7月20日 - 長瀬村を編入。

## 人口
| 猪苗代町（に相当する地域）の人口の推移 \| 1970年（昭和45年） \| 21,417人 \| \| \| 1975年（昭和50年） \| 20,106人 \| \| \| 1980年（昭和55年） \| 19,717人 \| \| \| 1985年（昭和60年） \| 19,146人 \| \| \| 1990年（平成2年） \| 18,839人 \| \| \| 1995年（平成7年） \| 18,874人 \| \| \| 2000年（平成12年） \| 18,178人 \| \| \| 2005年（平成17年） \| 17,009人 \| \| \| 2010年（平成22年） \| 15,805人 \| \| \| 2015年（平成27年） \| 15,037人 \| \| \| 2020年（令和2年） \| 13,552人 \| \| |          |  |
| 総務省統計局 国勢調査より |          |  |
| 1970年（昭和45年） | 21,417人 |  |
| 1975年（昭和50年） | 20,106人 |  |
| 1980年（昭和55年） | 19,717人 |  |
| 1985年（昭和60年） | 19,146人 |  |
| 1990年（平成2年） | 18,839人 |  |
| 1995年（平成7年） | 18,874人 |  |
| 2000年（平成12年） | 18,178人 |  |
| 2005年（平成17年） | 17,009人 |  |
| 2010年（平成22年） | 15,805人 |  |
| 2015年（平成27年） | 15,037人 |  |
| 2020年（令和2年） | 13,552人 |  |

## 教育

### 小学校
- 猪苗代町立猪苗代小学校
- 猪苗代町立猪苗代第二小学校
- 猪苗代町立長瀬小学校
- 猪苗代町立吾妻小学校

### 中学校
- 猪苗代町立猪苗代中学校

### 高校
- 福島県立猪苗代高等学校

この他、福島県立富岡高等学校国際スポーツ科のサテライトキャンパスが猪苗代高校に間借りする形で設置されている。

### 特別支援学校
- 福島県立猪苗代支援学校

## 産業
- 観光
- 農業（特に蕎麦栽培が盛ん[4]）

## 郵便
- 猪苗代郵便局（集配局）
- 吾妻郵便局
- 猪苗代駅前郵便局
- 川桁郵便局
- 月輪郵便局
- 沼尻郵便局
- 野口英世の里郵便局

## 交通
猪苗代町は、福島県中通り地方と会津地方を結ぶ主要街道の中継地点として古来より交通の要衝として戦略上重要視されてきた。現在も福島市・郡山市と会津若松市の中間地点、また観光地裏磐梯への玄関口として交通上重要な役割を果たしている地域である。

### 鉄道
東日本旅客鉄道（JR東日本）

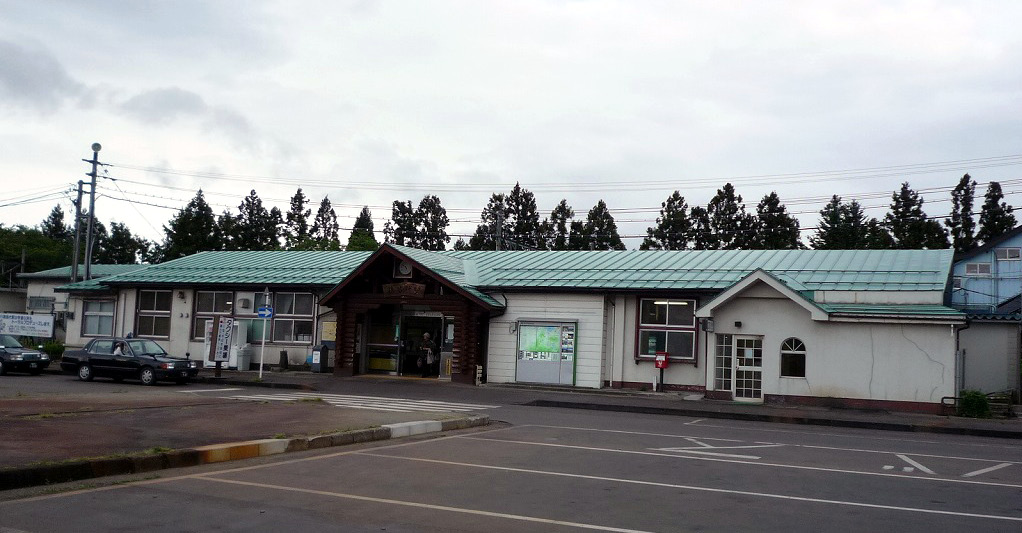
猪苗代駅

- 磐越西線：上戸駅 - （臨）猪苗代湖畔駅 - 関都駅 - 川桁駅 - 猪苗代駅 - 翁島駅

### 廃止された鉄道路線
磐梯急行電鉄（1969年3月27日廃止）
- 川桁駅 - 白津駅 - 内野駅 - 会津下館駅 - 荻窪駅 - 白木城駅 - 会津樋ノ口駅 - 名家駅 - 酸川野駅 - 木地小屋駅 - 沼尻駅

### 路線バス
- 会津乗合自動車

### 高速バス
- 夢街道会津号（東京駅・バスタ新宿（新宿駅新南口） - 猪苗代駅・会津若松駅）＜JRバス関東・会津乗合自動車の共同運行＞

### 道路
高速自動車国道
- E49 磐越自動車道 （郡山・いわき方面 - 猪苗代磐梯高原IC - 会津若松・新潟方面）
いわきJCTまで約80km、新潟中央ICまで約115km

一般国道
- 国道49号 （いわき方面 - 郡山 - 熱海 - 猪苗代 - 河東 - 会津若松 - 新潟方面）
- 国道115号  (相馬方面 - 福島 - 土湯 - 猪苗代）
- 国道459号 （浪江方面 - 二本松 - 土湯 - 猪苗代 - 北塩原 - 喜多方 - 新潟方面）

主要地方道
- 山形県道・福島県道2号米沢猪苗代線
- 福島県道7号猪苗代塩川線
- 福島県道9号猪苗代湖南線
- 福島県道24号中の沢熱海線（母成グリーンライン）
- 福島県道30号本宮土湯温泉線
- 福島県道70号福島吾妻裏磐梯線（磐梯吾妻スカイライン（日本の道100選）、磐梯吾妻レークライン）

一般県道
- 福島県道201号上戸停車場線
- 福島県道202号関都停車場金田線
- 福島県道203号川桁停車場堅田線
- 福島県道204号猪苗代停車場線
- 福島県道205号翁島停車場線
- 福島県道206号翁島停車場磐根線
- 福島県道227号下舘停車場線
- 福島県道322号壷楊本町線
- 福島県道323号野老沢川桁停車場線
- 福島県道324号猪苗代スキー場線

道の駅
- 道の駅猪苗代

### 港湾
- 翁島港（地方港湾、猪苗代湖）

## 文化財・天然記念物

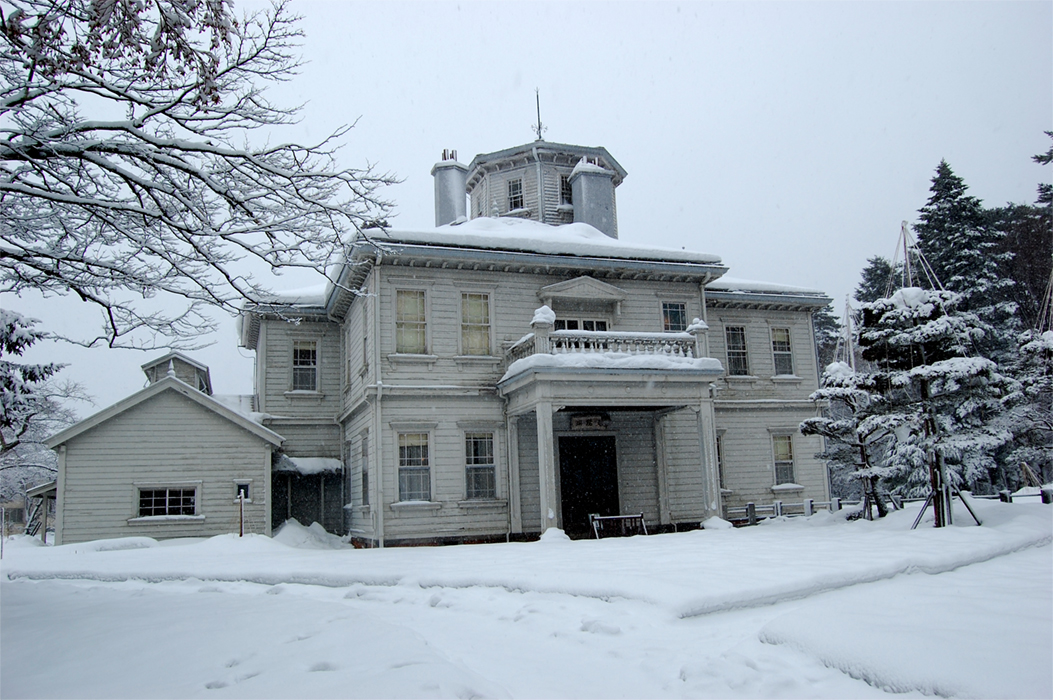
天鏡閣

### 国指定
- 天鏡閣（重要文化財）
- 旧高松宮翁島別邸（現福島県迎賓館）（重要文化財）
- 旧馬場家住宅（会津民俗館に保存）（重要文化財）
- 製蝋用具及び蝋釜屋（会津民俗館に保管）（重要有形民俗文化財）
- 会津藩主松平家墓所（保科正之墓所）（史跡）
- 猪苗代湖ミズスギゴケ群落（天然記念物）
- 見祢の大石（天然記念物）
- 猪苗代湖のハクチョウ及びその渡来地（天然記念物）

### 県指定
- 石造宝篋印塔（観音寺）〔県重文〕
- 旧佐々木家住宅（会津民俗館に保存）〔県重文〕
- 猪苗代兼載書八代集秀逸〔県重文〕
- 猪苗代城跡〔県史跡〕
- 達沢大山祇神社社叢〔県天然〕

## 施設
- 天鏡閣 - 旧有栖川宮別邸、国の重要文化財。
- 福島県迎賓館 - 旧高松宮別邸、国の重要文化財。
- 国立磐梯青少年交流の家 - 青少年用教育・研修施設。
- 猪苗代町体験交流館（付属図書館）
- 猪苗代町総合体育館（愛称：カメリーナ）
- いわはし館

## 観光

### 温泉
- 中ノ沢温泉
- 沼尻温泉
- 横向温泉
- 裏磐梯川上温泉
- 猪苗代はやま温泉
- 布森山温泉
- 押立温泉
- 猪苗代温泉
- 磐梯温泉

### 旧跡・名勝
- 母成峠：戊辰戦争中の会津戦争における激戦の地
- 小平潟天満宮
- 三忠碑（摺上原の戦いで敗れた蘆名氏の家臣3名の記念碑。古戦場跡に建つ。江戸時代に会津藩が建立）
- 猪苗代城跡（亀ヶ城、福島県指定史跡）
- 土津神社（会津藩主保科正之を祀る。奥の院には正之の墓所がある。）
- 天鏡台（昭和の森）
- 見祢の大石（国の天然記念物）
- 観音寺
- 磐椅神社（会津五桜の一つ・大鹿桜が境内にある）
- 天司の欅
- 達沢不動滝
- 福島県迎賓館：重要文化財。

#### 猪苗代湖北岸の浜
- 志田浜
- 上戸浜
- 天神浜（冬はしぶき氷で有名、日本の白砂青松100選）
- 長浜
- 白鳥浜

### 観光スポット・博物館・資料館

野口英世記念館

- 野口英世記念館
- 世界のガラス館
- 猪苗代ハーブ園
- 南ヶ丘牧場
- 猪苗代緑の村
- 会津民俗館

### 特産品・催事・その他
- 蕎麦（特産品）
- 磐梯朝日国立公園
- 磐梯まつり

## スポーツ
猪苗代町では冬季国体やフリースタイルスキー世界選手権など特にウィンタースポーツの大会が多く開催されており「ウィンタースポーツの聖地」と呼ばれている。

### スキー場

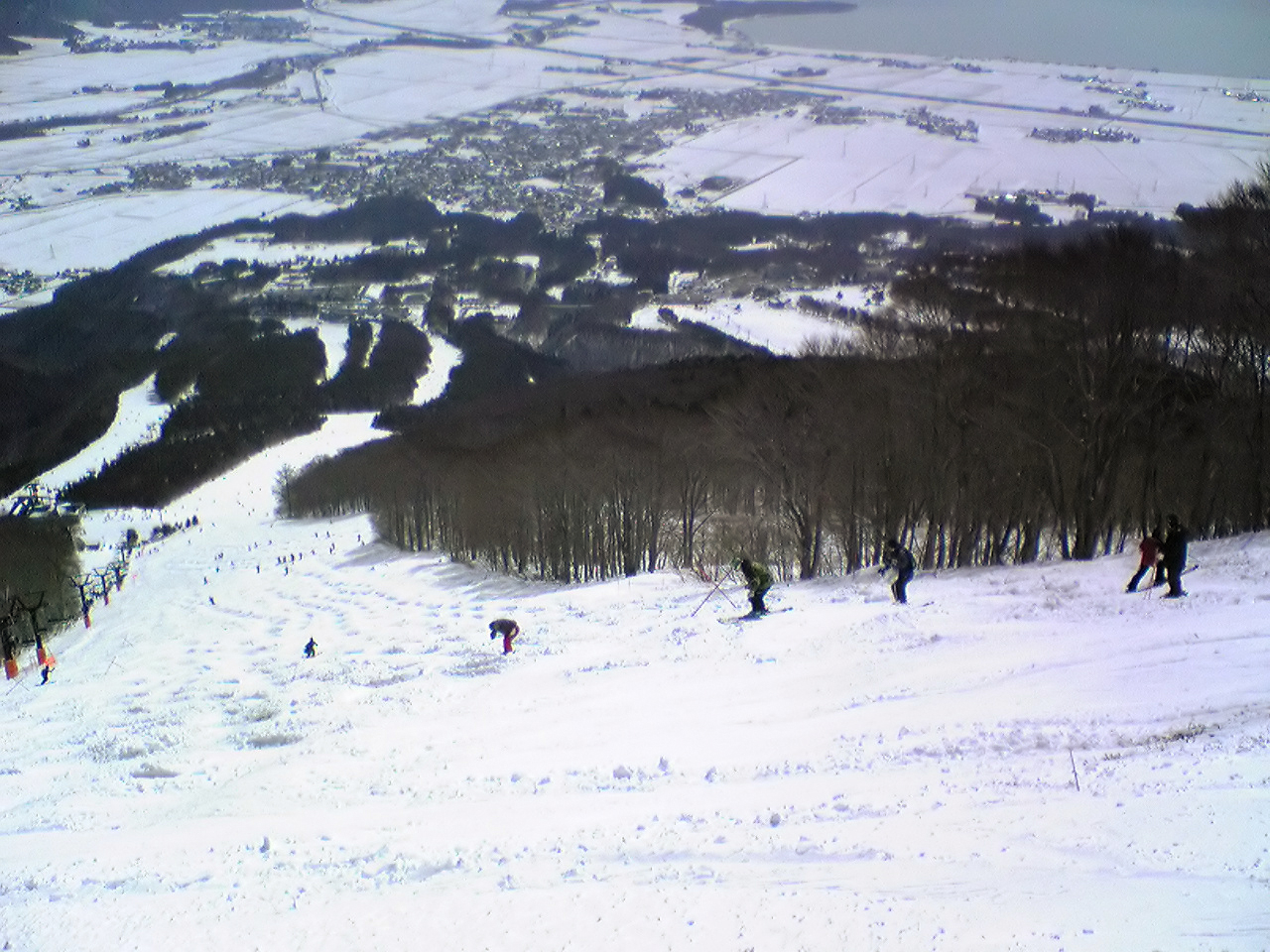
猪苗代スキー場からみた猪苗代湖

- 猪苗代スキー場
- リステルスキーファンタジア
- 箕輪スキー場
- 猪苗代リゾートスキー場
- 沼尻スキー場

### ゴルフ場
- ボナリ高原GC
- 猫魔ホテル猪苗代GC

### フリースタイルスキー世界選手権の開催
2009年にフリースタイルスキー世界選手権が猪苗代町で開催されたが、開催までには紆余曲折があった。契約書を全く理解せずに誘致するという組織委員会の不手際等で、当初の財務計画5億7900万円をはるかに超える21億円以上の予算となることが発覚した。開催地である猪苗代町の負担は財政的にも不可能であり、福島県に差分を補填してもらう以外に手段は無かった。非常に難しい情勢であったが、大会は予定通り3月2日から3月8日まで行われ、上村愛子が2個の金メダルを獲得するなど話題を集めた。（2009年フリースタイルスキー世界選手権参照）

## 作品

### 音楽
- 高原列車は行く (作詞：丘灯至夫、作曲：古関裕而) - 沼尻軽便鉄道がモデルとされている。

### ドラマ
- いつかこの恋を思い出してきっと泣いてしまう（2016年、フジテレビ）- 主人公である曽田練の出身地

### アニメ
- 宙のまにまに　（2009年）

### 漫画
- 太陽と月の鋼 （作者：松浦だるま） - 登場人物の盲目の巫女・明の故郷が猪苗代。8巻から猪苗代が舞台となる。

## 出身有名人
猪苗代氏
- 猪苗代兼載（連歌師）
- 猪苗代盛国（武将）
- 猪苗代盛胤（武将）

政治
- 小林温（政治家、経済産業大臣政務官）
- 新妻駒五郎（政治家、大分県知事）

経済
- 川井源八（実業家、三菱電機会長）

軍人
- 野口坤之（軍人）
- 原田覚（軍人）

教育・学術
- 小林栄（教育者）
- 野口英世（細菌学者）
- 師茂樹（仏教学者、早稲田大学教授）

文化
- 井上和郎（漫画家）

芸能
- 逢初夢子（女優）

スポーツ
- 菅沼守人（合気道家）
- 鈴木猛史（チェアスキー選手）
- 古川奈苗（女子プロレスラー、女優、特殊メイクアシスタント）